# Iris neoensata
Iris neoensata là một loài thực vật có hoa trong họ Diên vĩ. Loài này được Y.N.Lee mô tả khoa học đầu tiên năm 2005.